# ميخائيل أوين (لاعب اتحاد الرغبي)
ميخائيل أوين (بالإنجليزية: Michael Owen)‏ هو لاعب اتحاد الرغبي بريطاني، ولد في 7 نوفمبر 1980 في Pontypridd ‏ في المملكة المتحدة.

## وصلات خارجية
- ميخائيل أوين عل موقع إسبنسكروم (الإنجليزية)
- ميخائيل أوين على موقع ItsRugby.co.uk (الإنجليزية)